# Aysel Özkan
Pour les articles homonymes, voir Özkan.
Aysel Özkan, née le 26 février 2002 à Niğde, est une haltérophile turque.

## Carrière
Aux Championnats d'Europe d'haltérophilie 2022 à Tirana, Aysel Özkan est médaillée de bronze à l'arraché dans la catégorie des moins de 81 kg.
Aux Jeux de la solidarité islamique de 2022 à Konya, elle obtient la médaille d'or à l'épaulé-jeté ainsi que la médaille d'argent à l'arraché et au total dans la catégorie des moins de 71 kg.
Elle est médaillée d'argent à l'arraché dans la catégorie des moins de 64 kg aux Championnats d'Europe d'haltérophilie 2023 à Erevan.